# ديفيد ميد
ديفيد ميد (بالإنجليزية: David Mead)‏ هو مغني ومغن مؤلف أمريكي، ولد في 1973.

## وصلات خارجية
- الموقع الرسمي
- ديفيد ميد على موقع ميوزك برينز (الإنجليزية)
- ديفيد ميد على موقع أول ميوزيك (الإنجليزية)
- ديفيد ميد على موقع ديسكوغز (الإنجليزية)